# Цзан Цзялян
Цзан Цзялян ( кит. спр. 臧嘉亮, піньїнь: Záng Jiāliàng піньінь Záng Jiāliàng; (12 січня 1988 , Харбін )    ) - китайський Керлінгіст, в команді КНР запасний на зимових Олімпійських іграх 2010  і перший на зимових Олімпійських іграх 2014.

## Досягнення
- Тихоокеансько-азійський чемпіонат по керлінгу : золото ( 2007, 2008, 2009 ), бронза ( 2006 ).
- Тихоокеансько-азійський чемпіонат з керлінгу серед юніорів : золото (2006, 2007, 2008, 2009), бронза (2005)
- Зимові Універсіади : бронза ( 2009 ).
- Зимові Азійські ігри : бронза ( 2007 ).